# Decadence Dance
Decadence Dance è una canzone del gruppo musicale statunitense Extreme, estratta come primo singolo dall'album Extreme II: Pornograffitti nel 1990. 
Il singolo fallì l'accesso in classifica Stati Uniti, tuttavia fu un successo minore nel Regno Unito, dove raggiunse la posizione numero 36 della Official Singles Chart in seguito alla fama ottenuta dal gruppo con la ballata acustica More Than Words diversi mesi dopo, nell'ottobre 1991.
La versione presente nell'album si apre con una lunga introduzione in cui è udibile il suono della pioggia accompagnato da alcune note di pianoforte, omesso nella versione distribuita in radio e come singolo.

## Video musicale
Il video musicale della canzone si apre mostrando un discorso di un certo William Baxter del "Parents for a Wholesome America" ("Genitori per una salubre America"), il quale indica un paio di cose che i bambini possono fare per avere un'infanzia sana, fino a quando il muro dietro di lui non si solleva e vengono mostrati gli Extreme che eseguono il brano.
La parte iniziale rappresenta una chiara parodia e presa in giro al Parents Music Resource Center guidato da Tipper Gore, un'associazione di censura musicale che in quegli anni dava la caccia a diverse rock band colpevoli di far uso di linguaggi espliciti nelle loro canzoni.

## Tracce
7" Single A&M 390 578-7
1. Decadence Dance – 4:30
2. Money (in God We Trust) – 4:11

12" Maxi AMY 773
1. Decadence Dance – 4:30
2. Money (in God We Trust) – 4:11
3. Decadence Dance (versione album) – 6:49
4. More Than Words (a cappella) – 4:11

## Classifiche
| Classifica (1991) | Posizione massima |
| ----------------- | ----------------- |
| Regno Unito       | 36                |